# المجلس الأعلى لشؤون الدراسات العليا والبحوث (مصر)
المجلس الأعلى لشؤون الدراسات العليا والبحوث هو مجلس حكومي مصري. يشكل برئاسة الوزير المختص بالتعليم العالي أو من ينيبه وعضوية نواب رؤساء الجامعات للدراسات العليا والبحوث وأمين المجلس الأعلى للجامعات.
يختص برسم السياسة العامة للدراسات العليا في الجامعات والتنسيق بينها، والسياسات العامة لاستكمال أعضاء هيئة التدريس إيفادهم في مهمات علمية، والسياسات العامة لعقد المؤتمرات والندوات العلمية والحاقات الدراسية وسياسات القبول بمرحلة الدراسات العليا.

## التاريخ
في عام 1927 أصدر الملك فاروق الأول ملك مصر مرسوم ملكي بإنشاء مجلس أعلى للجامعات المصرية بعد الاطلاع على القانون رقم 42، ثم صدر مرسوم ملكي بالقانون رقم 496 لسنة 1950 والذي ينص على إنشاء مجلس أعلى للجامعات المصرية برئاسة وزير المعارف العمومية بهدف التنسيق بين الجامعات فيما يختص بالدراسة والامتحان والدرجات الجامعية وإنشاء كراسي الأستاذية ومعادلة الشهادات الأجنبية والترقيات والأكاديمية وغير ذلك من الأمور.
ثم صدر القرار الجمهوري بقانون رقم 508 لسنة 1954 بإنشاء المجلس الأعلى للجامعات يشكل من أعضاء كلهم جامعيون (مديرو الجامعات ووكلاؤها وعضو عن كل جامعة يختاره مجلسها وثلاثة من ذوي الخبرة في شؤون التعليم الجامعي).
بتاريخ 2 أكتوبر 1954 عقد المجلس الأعلى للجامعات جلسته الأولى وضم كل من جامعات القاهرة، الإسكندرية، عين شمس. رأس الاجتماع حينها الأستاذ الدكتور محمد كامل مرسي مدير جامعة القاهرة.
أعيد تنظيم المجلس الأعلى للجامعات بعدة قوانين متتالية هي القانون رقم 345 لسنة 1956، والذى أتبعه القرار الجمهوري رقم 184 لسنة 1958 والقوانين المنظمة المتتالية.
ولدعم استقلالية الجامعات المصرية ومناقشة كافة شئونها صدر القانون رقم 49 لسنة 1972 لتنظيم الجامعات، ونص في مادته رقم 12 على أن يكون للجامعات مجلس أعلى يسمى المجلس الأعلى للجامعات مقره القاهرة يتولى تخطيط السياسة العامة للتنظيم الجامعي والبحث العلمي والتنسيق بين الجامعات في أوجه أنشتطها المختلفة، والجامعات المصرية التي يسر عليها هذا القانون.
ثم عدل نص المادة 18 من قانون تنظيم الجامعات بالقانون رقم 142 لسنة 1994 لتصبح على النحو التالي: يشكل المجلس الأعلى برئاسة السيد الأستاذ الدكتور وزير التعليم العالي وعضوية كل من رؤساء الجامعات وفي حالة غياب رئيس الجامعة يحل محله أقدم نوابه.
عقد المجلس منذ نشأته عام 1954 ما يقرب من 667 جلسة حتى الآن، بحث خلالها العديد من الموضوعات والقضايا الجامعية كما شارك أيضاً بالرأي في مختلف قضايا العمل الوطني باعتباره أحد المؤسسات الفاعلة على المستوى القومي.

## روابط خارجية
الموقع الرسمي للمجلس الأعلى